# Matthias Schlösser
Matthias Schlösser (* 7. Juli 1865 in Kohlscheid (heute Herzogenrath); † 25. Mai 1944 in Aachen) war ein sozialdemokratischer Politiker.
Matthias Schlösser wurde als Sohn eines Maschinenwärters in Grube Spiedel (bei Kohlscheid) geboren. Er übte den Beruf eines Nadlers aus. Dabei kam er mit den verschiedensten Arbeiterorganisationen in Kontakt. Zunächst wurde er Mitglied eines katholischen Arbeitervereins, wechselte aber ab Januar 1889 zur SPD.  Nach dem Tode von Hubert Krewinkel wurde er zum Spitzenvertreter der Sozialdemokratie im Aachener Raum gewählt. 1898 bis 1905 war er Kreisvertrauensmann von Aachen-Land. Den Vorsitz des Stadtaachener Parteivereins hatte er bis 1904 inne.
Im Dezember 1898 war er Gründungsmitglied des Verbandes Deutscher Bergarbeiter im Wurmrevier. Vom 1. November 1904 bis zum 1. Mai 1929 übernahm er hier hauptberuflich die Leitung der Bezirksorganisation.
Die Sozialdemokraten im Landkreis Aachen entsandten Matthias Schlösser zu den oberrheinischen Parteitagen 1901, 1904, 1908 und 1911. 1905 war er Kandidat bei den Aachener Stadtverordnetenwahlen, 1913 kandidierte er für den Preußischen Landtag.
Schlösser wurde aufgrund seiner politischen Tätigkeit 1923 zeitweilig aus dem besetzten Rheinland ausgewiesen.
Am 25. Mai 1944 wurde Matthias Schlösser bei einem Bombenangriff auf Aachen getötet.